# جمعية نقاد السينما التركية (سياد)
جمعية نقاد السينما التركية أو سياد (باللغة التركية: Sinema Yazarları Derneği) هي منظمة غير حكومية مقرها مدينة إسطنبول بتركيا، تأسست عام 1977، ومؤسسها هو الناقد السينمائي أتيلا دورساي، وتمنح الجمعية جوائز سنوية. الجمعية هي عضو في الاتحاد الدولي لنقاد السينما.

## تاريخ الجمعية
تأسست جمعية نقاد السينما التركية (سياد) عام 1977 على يد الناقد السينمائي أتيلا دورساي، وتم إغلاقها بعد الانقلاب التركي في عام 1980. أعيد تأسيسها في عام 1993 على يد (سايم يافوز - تورغوت ياسالار - أتيلا دورساي - آغا أوزجوتش - فيكدي سايار - كميل سوفرين - نجاتي سونميز).
كان يترأس الجمعية أتيلا دورسي حتى عام 2005، عندما انتخب محمد أكار رئيسًا لها. ترأس سياد لاحقًا نقاد الأفلام التالية أسماؤهم: محمد أكار (2005-2007)، مراد أوزر (2007-10)، تونكا أرسلان (2010-13)، ألين تاشجييان (2013-14)، ميليس بهليل (2014-15)، وتول إقبال سولاب (2015).

## الجوائز
تقام مراسم توزيع الجوائز في إسطنبول بتركيا لتكريم أفضل الأفلام التركية، وتشمل الفئات التالية:
- أفضل فيلم
- أفضل مخرج
- جائزة محمود طالي لأفضل سيناريو
- جائزة كاهيل سونكو لأفضل ممثلة
- أفضل ممثل
- أفضل ممثلة مساعدة
- أفضل ممثل مساعد
- أفضل مصور سينمائي
- أفضل موسيقى
- أفضل محرر
- أفضل مخرج فني
- الجوائز الفخرية

## وصلات خارجية
http://www.siyad.org/ جمعية نقاد السينما التركية (سياد)